# Meranoplus minimus
Meranoplus minimus é uma espécie de formiga do gênero Meranoplus, pertencente à subfamília Myrmicinae.